# David Hoberman
David Elliot Hoberman (Estados Unidos, 19 de setembro de 1952) é um produtor cinematográfico e produtor de televisão norte-americano. Como reconhecimento, foi nomeado ao Oscar 2011 na categoria de Melhor Filme por The Fighter.